# Iván I de Rusia
Iván I Danílovich Kalitá (en ruso Ива́н I Дани́лович Калита́ ) (1 de noviembre de 1288-31 de marzo de 1340 o 1341),) Gran príncipe de Moscú y de Vladímir (desde 1328). Gran príncipe de Moscú.  

## Biografía
Era el segundo de los hijos de Daniil Aleksándrovich, siendo Yuri de Moscú su hermano mayor. Se convirtió en príncipe de Pereslavl en 1304. Sucedió a su hermano en 1325 como príncipe de Moscovia. En 1328, se rindió a Uzbeg Khan de la Horda de Oro; el khan lo nombró Gran Príncipe después de deponer al anterior, Alejandro de Tver.
En 1326, colocó la primera piedra de la antigua Catedral de la Asunción de Moscú que luego fue destruida, debido a su estado ruinoso, y sustituida por la actual, construida por Aristóteles Fioravanti. Asoló Tver con cerca de 50.000 hombres, en nombre del Khan y después de que los habitantes del Principado de Tver masacraran a sus cobradores de impuestos. Tras la hazaña, el khan le concedió el título de Gran príncipe de Moscú y de Vladímir.
Iván no dudó en buscar una alianza con el khan para protegerse de las invasiones lituanas. Su intención era la de expandir su principado por las tierras rusas y gobernarlas de un modo único bajo su centro. Logró entenderse con la Horda de Oro y con el clero y trasladó la residencia del metropolitano de la Iglesia ortodoxa rusa Pedro de Kiev desde Vladímir a Moscú en 1325. Previamente, en 1299, el metropolita Máximo de Kiev se había trasladado de Kiev a Vladímir. Ambos clérigos ostentaron el título de Metropolitanos de Kiev y toda Rus
A su muerte, ocurrida en 1340 o 1341, dejó 26 ciudades entre las que se encontraban Moscú y Vladímir, a su hijo Simeón, 23 ciudades a su segundo hijo Iván, 21 a Andréi y otras 26 a su segunda esposa y a sus hijos menores. Está enterrado en la Catedral del Arcángel Miguel del Kremlin de Moscú. Iván había construido la iglesia, y fue la primera persona que fue enterrada en ella.